# Diocèse de Churchill-Baie d'Hudson
Le diocèse de Churchill-Baie d'Hudson est un diocèse de l'Église catholique au Canada situé dans le Nord-Est du Manitoba. Il comprend 17 paroisses.

## Description
Le diocèse de Churchill-Baie d'Hudson couvre le Nord-Est du Manitoba sur une superficie de 2 300 000 km2. En 2006, il comprend 17 paroisses et 7 prêtres. Son siège est la cathédrale des Saints Martyrs canadiens et de la Reine des Martyrs à Churchill.

## Histoire

Emplacement du diocèse.

La préfecture apostolique de la Baie d'Hudson fut érigée le 15 juillet 1925. Celle-ci fut élevée en vicariat apostolique le 21 décembre 1931. Le 13 juillet 1945, le vicariat perdit du territoire lors de l'érection du vicariat apostolique du Labrador. Le vicariat apostolique de la Baie d'Hudson fut élevé au rang de diocèse le 13 juillet 1967 et adopta le nom de diocèse de Churchill. Il adopta son nom actuel le 29 janvier 1968.
Le prêtre Johannes Rivoire (ou Joannes Rivoire) missionnaire des Oblats de Marie-Immaculée. Dès 1991, il est accusé d'agressions sexuelles sur des mineurs de la communauté Inuit au Canada. L'évêque du diocèse de Churchill-Baie d'Hudson, Reynald Rouleau, membre des Oblats de Marie-Immaculée, est informé par des victimes potentielles. Il ne prévient pas la justice. En 1993 Johannes Rivoire se réfugie en France, accueilli par les Oblats, d'où il n'a pas été extradé vers le Canada malgré un mandat d'arrêt émis en 1998. En mars 2022, le leader de l'Inuit Tapiriit Kanatami, Natan Obed (en), est reçu par le pape François. Il lui demande d'intervenir personnellement auprès du prêtre pour que celui-ci accepte de revenir au Canada pour répondre à ces accusations. Le 29 mars, la justice canadienne émet un autre mandat d’arrêt à l'encontre de Johannes Rivoire à la suite d'une nouvelle plainte d’agression sexuelle survenue il y a environ 47 ans,,.

## Évêques, vicaires apostoliques et préfet apostolique
- Louis-Eugène-Arsène Turquetil (1925-1942)
- Marc Lacroix (1942-1968)
- Omer Alfred Robidoux (1970-1986)
- Reynald Rouleau (1987-2013)
- Wiesław Krótki (de) (2013- )